# Tolomeo (opera)
Tolomeo, re d'Egitto (talvolta indicata anche semplicemente come Tolomeo) è un'opera lirica in tre atti composta da Georg Friedrich Händel (HWV 25) su libretto in lingua italiana di Nicola Francesco Haym, lo stesso librettista del Giulio Cesare. 

Venne rappresentata per la prima volta il 30 aprile del 1728 al His Majesty's Theatre di Londra, e fu l'ultima opera rappresentata per l'Accademia reale di musica (Royal Academy of Music) prima del disastro finanziario che ne travolse l'amministrazione.

## Organico orchestrale

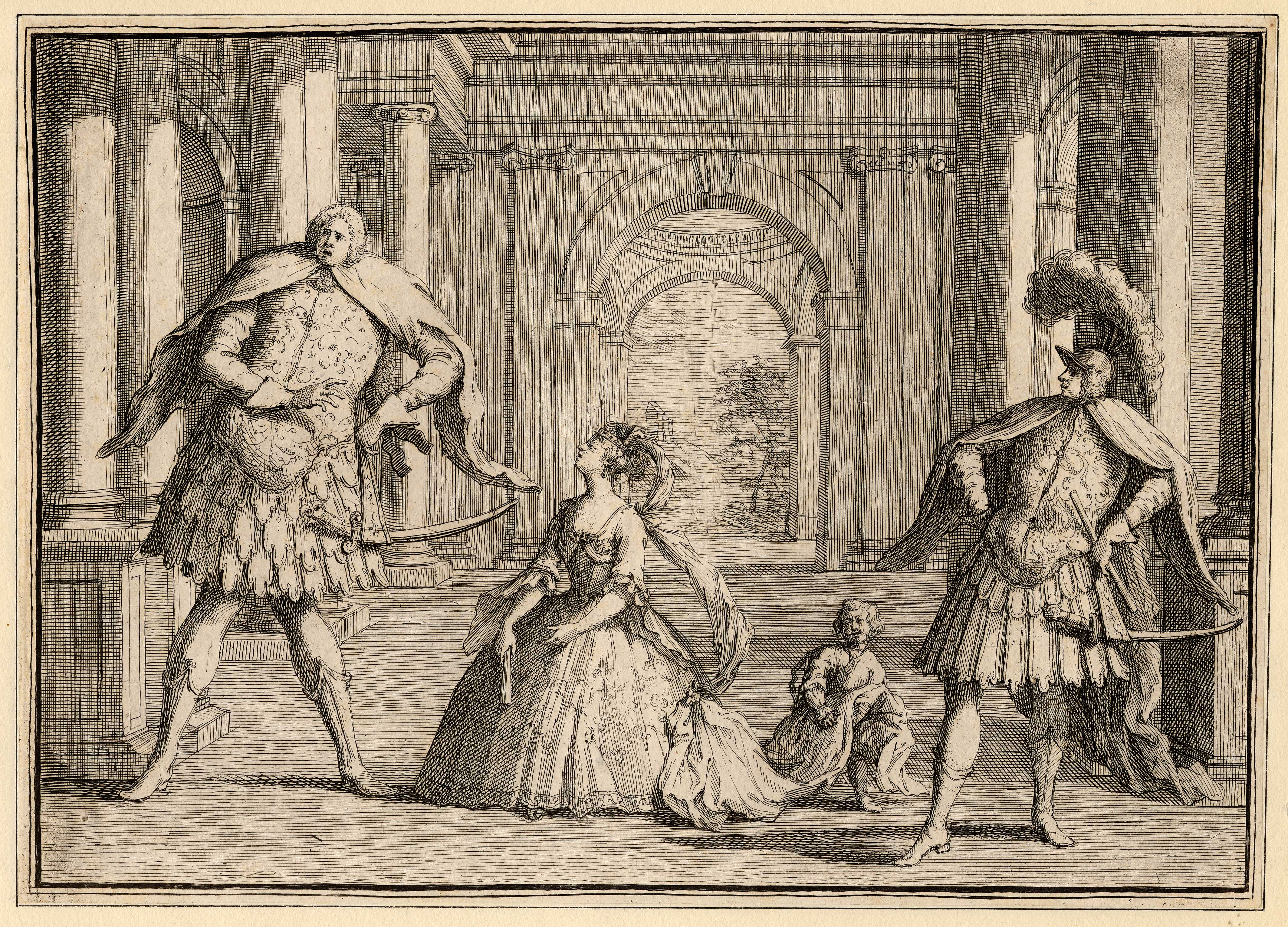
Il castrato Senesino e il soprano Cuzzoni cantano nel "Flavio" di Händel
caricatura settecentesca

## Cast della prima assoluta
| Ruolo      | Tipo voce            | Cantanti                            |
| ---------- | -------------------- | ----------------------------------- |
| Tolomeo    | contralto (castrato) | Francesco Bernardi detto "Senesino" |
| Seleuce    | soprano              | Francesca Cuzzoni                   |
| Elisa      | soprano              | Faustina Bordoni                    |
| Alessandro | contralto (castrato) | Antonio Baldi                       |
| Araspe     | basso                | Giuseppe Maria Boschi               |

## La trama
La vicenda è tratta dalla storia oscura del regno di Tolomeo IX Sotere II, nell'ultima fase dell'Egitto ellenistico. Egli regnò dal 116 a.C. all'81 a.C., in un periodo politicamente turbolento: dovette lottare contro la madre, Cleopatra III, che dal 110 a.C. depose Tolomeo a favore del fratello minore, Tolomeo X Alessandro I; fuggito a Cipro, di lì ritornò in Egitto alla morte del fratello Alessandro, nell'88 a.C., il quale regnava da solo a partire dal 101 a.C. dopo avere fatto uccidere la madre. 

Di questa torbida storia di congiure e di lotte familiari fra una madre e due fratelli, rimane poco nell'opera di Haym.

## Discografia
| Anno | Cast (Tolomeo, Seleuce, Elisa, Alessandro, Araspe)                             | Direttore            | Etichetta    |
| ---- | ------------------------------------------------------------------------------ | -------------------- | ------------ |
| 1995 | Jennifer Lane, Brenda Harris, Andrea Matthews, Mary Ann Hart, Peter Castaldi   | Richard Auldon Clark | Vox Classics |
| 2006 | Ann Hallenberg, Karina Gauvin, Anna Bonitatibus, Romina Basso, Pietro Spagnoli | Alan Curtis          | Archiv       |